# Закон України «Про дорожній рух»

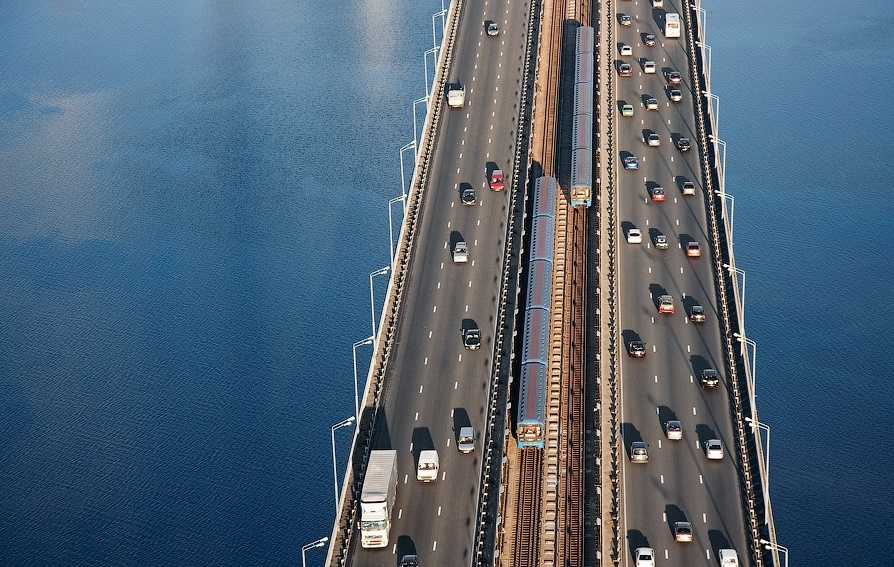
Дорожній рух на Південному мосту в Києві

Закон України «Про дорожній рух» — Закон України, прийнятий 30 червня 1993 року, визначає правові та соціальні основи дорожнього руху з метою захисту життя та здоров'я громадян, створення безпечних і комфортних умов для учасників руху та охорони навколишнього природного середовища.
Він є основою законодавства України про дорожній рух, на основі якого видаються інші акти (перш за все, Правила дорожнього руху).
Закон регулює суспільні відносини у сфері дорожнього руху та його безпеки, визначає права, обов'язки і відповідальність учасників дорожнього руху, органів управління цієї сфери та інших суб'єктів.
Закон складається з 54 статей у 12-ти розділах:
- Розділ I. Загальні положення
- Розділ II. Компетенція Кабінету Міністрів України, органів влади Автономної Республіки Крим, місцевих державних адміністрацій, органів місцевого самоврядування, міністерств, інших центральних органів виконавчої влади та об'єднань громадян
- Розділ III. Права та обов'язки учасників дорожнього руху
- Розділ IV. Автомобільні дороги, вулиці
- Розділ V. Транспортні засоби
- Розділ VI. Стандартизація та нормування організації дорожнього руху
- Розділ VII. Планування та фінансування заходів щодо забезпечення безпеки дорожнього руху
- Розділ VIII. Медичне забезпечення безпеки дорожнього руху
- Розділ IX. Охорона навколишнього природного середовища
- Розділ X. Контроль у сфері дорожнього руху
- Розділ XI. Відповідальність за порушення законодавства про дорожній рух
- Розділ XII. Міжнародні угоди.